# Gente onesta
Gente onesta è un cortometraggio muto del 1912 diretto da Achille Consalvi che prende spunto da un lavoro di Guy de Maupassant. Il regista appare anche come interprete del film a fianco di Antonietta Calderari e Adele Zoppis. La pellicola fu prodotta e distribuita dall'Aquila Film.

## Distribuzione
Il film, distribuito in Italia dall'Aquila Film con il visto di censura 9525, uscì il 15 novembre 1912 anche in Francia con il titolo Les honnêtes gens.